# Gösta Engzell

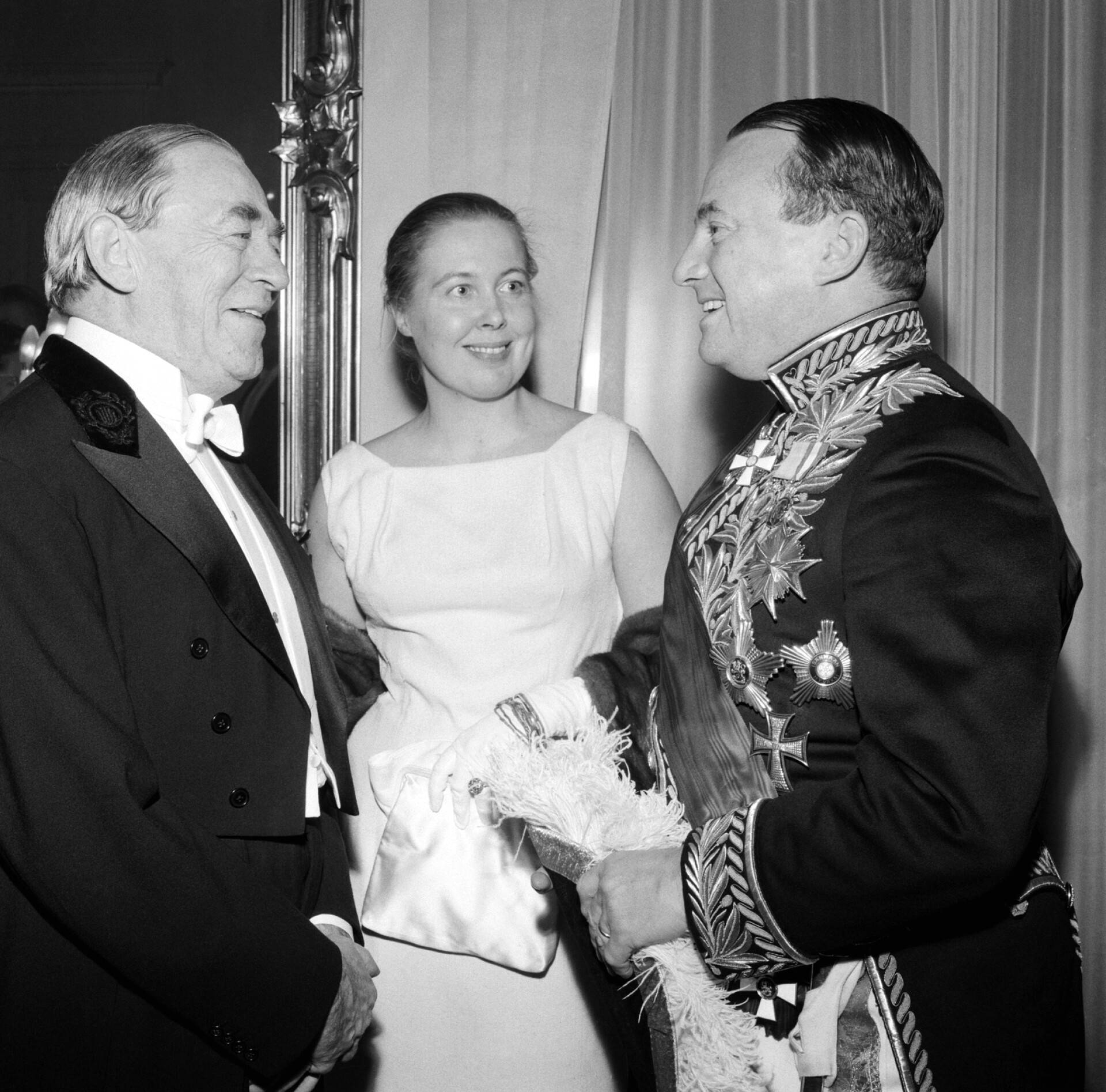
Gösta Engzell (t.h.) med Alvar Aalto och Elissa Aalto på finländska självständighetsreceptionen i Helsingfors år 1959.

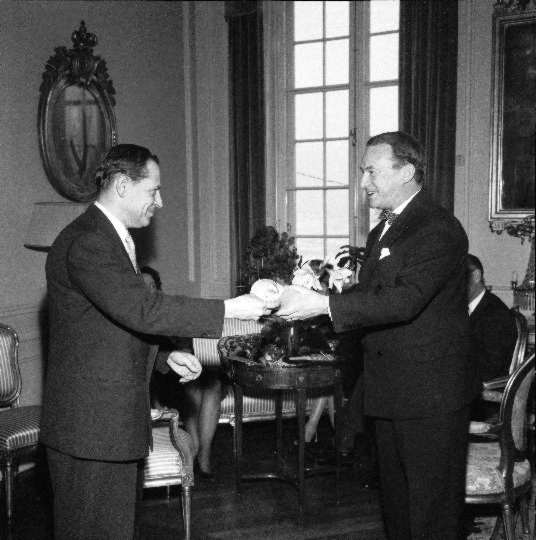
Gösta Engzell (t.h.) tilldelar Kungliga Musikaliska Akademiens pris till tonsättaren Erik Bergman i Helsingfors år 1962.

Gösta Engzell, född 14 februari 1897 i Halmstad, död 7 mars 1997, var en svensk jurist och diplomat.

## Biografi
Gösta Engzell var sedan 1938 utrikesråd och chef för rättsavdelningen på utrikesdepartementet 1938–1947. Som chef för rättsavdelningen svarade han för utlänningsärenden och blev i praktiken den som utformade Sveriges flyktingpolitik under det andra världskriget. Han var därefter envoyé i Warszawa 1949–1951 och ambassadör i Helsingfors 1951–1963.
Strax före hans död blev det mer allmänt känt att Gösta Engzell under andra världskriget gjorde betydande insatser i tjänsten för att rädda judar undan förintelsen. Från sommaren 1942 inkom till UD rapporter och skrevs i pressen om tyska massdeportationer av judar från ockuperade områden. Den i Berlin stationerade diplomaten Göran von Otter rapporterade uppgifter från Waffen-SS-officeren Kurt Gerstein om gasningar i ett tyskt koncentrationsläger i Polen, som han fått i slutet av augusti. Dessa rapporter ledde till en förändrad svensk politik beträffande att rädda judar, frågor som hanterades av utrikesdepartementets rättsavdelning under Gösta Engzell.
När det blev känt att tyska åtgärder mot judar i Norge planerades i oktober 1942 i syfte att deportera dem till Polen, påbörjade utrikesdepartementet systematiska åtgärder för att rädda offer, som sedan fortsatte under resten av världskriget och fick sin kulmen i Ungern 1944 med insatser av bland annat Raoul Wallenberg och Per Anger.  Metoden det använde har betecknats som "byråkratiskt motstånd". Verksamheten bedrevs i det tysta inom utrikesdepartementet, under medverkan av utrikesminister Christian Günther.
| ”             | Det är slående och ett faktum att bara genom att göra sitt jobb, genom att bestämma sig för att hjälpa oskyldiga judiska civila som hotas av deportering och död, så gjorde de svenska diplomaterna något som få andra ens försökte. De utnyttjade ett hål i den nazistiska ideologin som faktiskt funnits länge. Genom att göra detta räddade de människoliv. | „ |
| – Paul Levine | |   |

## Utmärkelser
- Kommendör med stora korset av Nordstjärneorden, 6 juni 1956.[5]